# Vysoká pri Morave
Vysoká pri Morave je obec na Slovensku v okrese Malacky. Leží na jihozápadě Záhorské nížiny v nadmořské výšce 145 m n. m., v těsné blízkosti řeky Morava, jejímž středem prochází státní hranice se sousedním Rakouskem. Žije zde přibližně 2 200 obyvatel. 

## Příroda
Obec leží v Chráněné krajinné oblasti Záhorie. Na katastru obce leží významné přírodní rezervace Horný a Dolný les (biotopy lužního lesa) a lesní rezervace Rozporec. V blízkosti obce se nacházejí četné umělé vodní plochy, které vznikly při dosud probíhající těžbě štěrku. Tyto vodní plochy se v současnosti využívají pro sportovní rybolov.

## Historie
První písemná zmínka o obci pochází z roku 1271, kdy se nazývala Znoyssa. Provedené archeologické výzkumy na území obce potvrzují jej osídlení již v neolitu a eneolitu. Našly se zde doklady z doby laténské a velmi bohaté hroby z římské doby. V těsné blízkosti řeky Morava v lokalitě Grbavica bylo nalezeno slovanské (žárové-popelnicové) pohřebiště s keramikou pražského typu (6.–7. století n. l.), dále slovanské sídliště a pohřebiště z doby Velké Moravy (9. století n. l.). Území (chotár) obce se poprvé písemně připomíná v roce 1271 v královské darovací listině Štefana V., která se váže k majetku stupavského hradu. V období česko-uherské války 1271–1278 bylo osídlení obce zničeno a obec se vylidnila.
Ke znovuosídlení obce došlo až na konci 13. století německými rybáři z Devína, kteří tuto svoji novou obec pojmenovali Herksteten. Začátkem 14. století obec postupně kolonizují němečtí rolníci a název obce se dále mění na Hochsteten. Koncem 16. století přichází do obce početná skupina charvatských kolonistů. Charváti byli římskokatolického vyznání a z jejich iniciativy byl v letech 1666–1669 na místě obecního hřbitova, kde stála menší kamenná kaplička, vybudován kostel sv. Ondřeje. V období let 1890–1892 byl nákladně přestavěn a rozšířen.
Obyvatelstvo obce se v minulosti věnovalo hlavně zemědělství. Ti, kteří nevlastnili půdu, nacházeli zdroj obživy při sezonních pracích v obcích Dolního Rakouska. V 16. a 17. století vynášel i rybolov a chytání raků, což poskytovala řeka Morava a její ramena. Roku 1697 zde byl dokonce založen i obecní rybářský cech. Povaha krajiny poskytovala určité skupině obyvatel zdroj obživy v těžbě rákosu, který se vysekával v zimních měsících. K rozvoji obce nepřímo přispěla i výstavba hospodářských dvorů (majery) – Sauaš v 18. století, Nandin-ház, Dúbrava v 19. století, kde byl vybudován lihovar. Obec měla v 2. pol. 19. století dva mlýny (vodní a parní – Tomfmlyn). Roku 1911 byla v blízkosti obce vybudována železniční trať a stanice. Trať byla postavena pro potřeby cukrovaru v sousední Záhorské Vsi a podstatným způsobem přispěla k rozvoji obce a pro pěstitele cukrovky zabezpečila stálý odbyt.
V období komunistického režimu zde byla dislokována rota Pohraniční stráže.

### Názvy obce v její historii
- Znoyssa (1271)
- Herksteten / Hochsteten (13.–14. století)
- Hochstet / Hochstetno (15.–18. století)
- Hochštetno do roku 1890
- Magasfalva 1890–1918
- Hochštetno 1918–1940
- Moravica 1940–1942
- Hochštetno 1942–1948
- Vysoká pri Morave od 1948

## Pamětihodnosti
Objektem kulturně-historického významu je římskokatolický kostel sv. Ondřeje (původně barokní z roku 1669) – následně rozšířený a přestavěný v novorománském slohu v období 1890–1892. V blízkosti kostela je několik votivních křížů a pomníků z 19. století.
V obci se nachází spolková plastika sv. Floriána z roku 1826, kaple sv. Jana Nepomuckého z 2. pol. 18. století, kaple sv. Rocha a sv. Vendelína z 2. pol. 19. století, dále hodnotný pomník obětem první světové války z roku 1930.

## Turismus
Obec se díky své poloze stala významnou na sportovní cyklotrase, která sahá až po starobylý hrad Devín na soutoku Moravy a Dunaje. Dne 7. května 2022 byl předán do provozu cyklomost pro pěší a cyklisty přes řeku Moravu s názvem VysoMarch; název mostu vznikl spojením názvů míst, která spojuje, tj. Vysoká pri Morave a město Marchegg v Rakousku.

## Osobnosti
- Narodil se zde olympijský vítěz v plavání z roku 1904 Zoltán Halmay.